# دیو کوساک
دیو کوساک (انگلیسی: Dave Cusack؛ زادهٔ ۶ ژوئن ۱۹۵۶) بازیکن فوتبال اهل بریتانیا است.
از باشگاه‌هایی که در آن بازی کرده‌است می‌توان به باشگاه فوتبال شفیلد ونزدی، باشگاه فوتبال دونکستر راورز، باشگاه فوتبال روترهام یونایتد، باشگاه فوتبال ساوتند یونایتد، باشگاه فوتبال میلوال، و باشگاه فوتبال بوستون یونایتد اشاره کرد.